# 荔浦市
荔浦市（邮政式拼音：Laipo）是中国广西壮族自治区桂林市下辖一个县级市，市人民政府驻荔城镇。面积1759平方公里，321国道和323国道在此交会，荔浦河流经。位于广西东北部，桂林市南面，柳州市东面，贺州市西面。农业发达，“皇室贡品”——荔浦芋，在国内外享有盛誉。此外，荔浦还盛产马蹄、兰花、夏橙、生姜、沙田柚、沙糖桔、食用菌等。工业上，荔浦多产木衣架、食品、小五金、药品、纸等五工业产品。著名旅游景点有银子岩和丰鱼岩。

## 历史
2018年8月，经国务院批准，撤销荔浦县，设立县级荔浦市；以原荔浦县的行政区域为荔浦市的行政区域，荔浦市人民政府驻荔浦镇滨江6号。荔浦市由广西壮族自治区直辖，桂林市代管。

## 人口
根據2020年11月1日零时荔浦市人口的主要数据公布如下：全市常住人口为334527人，与2010年第六次全国人口普查的352472人相比，十年共减少了17945人，降低5.09%，年平均下降率为0.52%。

## 相關事件
2009年10月，桂林荔浦縣馬嶺鎮德安村山面屯，曾發生火燒熱氣球，4名荷蘭乘客遇難事件。

## 行政区划
荔浦市下辖10个镇、2个乡、1个民族乡：
荔城镇、东昌镇、新坪镇、杜莫镇、青山镇、修仁镇、大塘镇、花篢镇、双江镇、马岭镇、龙怀乡、茶城乡和蒲芦瑶族乡。

## 交通
- 呼北高速、 汕昆高速、 321国道， 323国道过境。

## 特产
荔浦芋：中国地理标志产品。